# Maculoncus
Genre
Maculoncus est un genre d'araignées aranéomorphes de la famille des Linyphiidae.

## Distribution
Les espèces de ce genre se rencontrent en Grèce, en Israël, en Russie et à Taïwan.

## Liste des espèces
Selon World Spider Catalog (version 17.5, 20/12/2016) :
- Maculoncus obscurus Tanasevitch, Ponomarev & Chumachenko, 2016
- Maculoncus orientalis Tanasevitch, 2011
- Maculoncus parvipalpus Wunderlich, 1995

## Publication originale
- Wunderlich, 1995 : Zur Taxonomie europäischer Gattungen der Zwergspinnen (Arachnida: Araneae: Linyphiidae: Erigoninae). Beiträge zur Araneologie, vol. 4, p. 643-654.